# BMW・B38エンジン
BMW・B38エンジンは、BMWが製造している直列3気筒ガソリンエンジンである。

## 概要
BMWの新世代モジュラーエンジンファミリーの一機種である。同じモジュラーエンジンである直列4気筒版や直列6気筒版と同様に1気筒あたりの排気量を500ccとした1.5Lエンジンと、1気筒あたりの排気量を400ccに削減した1.2Lエンジンが存在する。

## エンジン仕様
| エンジン型式 | 排気量            | ボアストローク | 最高出力                    | 最大トルク               |
| ------------ | ----------------- | -------------- | --------------------------- | ------------------------ |
| B38A12A      | 1.2L（1,198 cm³） | 78.0 × 83.6    | 75 kW（102 PS）/ 4,000 rpm  | 180 Nm / 1,400–3,900 rpm |
| B38A15A      | 1.5L（1,498 cm³） | 82.0 × 94.6    | 75 kW（102 PS）/ 4,100 rpm  | 180 Nm / 1,200–3,800 rpm |
| B38A15A      | 1.5L（1,498 cm³） | 82.0 × 94.6    | 100 kW（136 PS）/ 4,400 rpm | 220 Nm / 1,250–4,300 rpm |
| B38B15A      | 1.5L（1,498 cm³） | 82.0 × 94.6    | 80 kW（109 PS）/ 4,250 rpm  | 180 Nm / 1,250-4,250 rpm |
| B38B15A      | 1.5L（1,498 cm³） | 82.0 × 94.6    | 100 kW（136 PS）/ 4,400 rpm | 220 Nm / 1,250–4,300 rpm |
| B38K15A      | 1.5L（1,498 cm³） | 82.0 × 94.6    | 170 kW（231 PS）/ 5,800 rpm | 320 Nm / 3,700 rpm       |

## 搭載車種

### B38A12A 75 kW（102 PS）
- F55/F56型 ミニ ワン（2014年-）

### B38A15A 75 kW（102 PS）
- F45型 216i アクティブツアラー（2014年 -・日本未導入）
- F46型 216i グランツアラー（2015年 -・日本未導入）
- F54型 ミニ ワン クラブマン（2015年 - ）
- F55/F56型 ミニ ワン（2018年 - ）

### B38A15A 100 kW（136 PS）
- F45型 218i アクティブツアラー（2014年 - ）
- F45型 225xe アクティブツアラー（2015年 - ）
- F46型 218i グランツアラー（2015年 - ）[1]
- F48型 X1 sDrive18i（2015年 - ）[2]
- F49型 X1 sDrive18Li（2016年 -・日本未導入）
- F54型 ミニ クーパー クラブマン（2015年 - ）
- F55/F56型 ミニ クーパー（2013年 - ）
- F57型 ミニ クーパー コンバーチブル（2016年 - ）
- F40型 118i（2019年 - ）

### B38B15A 80 kW（109 PS）
- F20/F21型 116i（2015年 -・日本未導入）

### B38B15A 100 kW（136 PS）
- F20/F21型 118i（2015年-）
- F22/F23型 218i（2015年-・日本未導入）
- F30/F31型 318i （2015年-）
- F32/F36型 418i （2015年-・日本未導入）

### B38K15A 170 kW （231 PS）
- I12型 i8 （2013年-）